# Noorse stroom

Stromingen in de Noordzee

De Noorse stroom is een zeestroming langs de kusten van Noorwegen en in de Barentszzee.
Het water van de Noorse stroom is veelal kouder en heeft een minder hoog zoutgehalte dan dat van de Noord-Atlantische stroom. Dit komt door de grote toevoer van water uit de Oostzee en van de Noorse fjorden en rivieren. De gemiddelde temperatuur in de wintermaanden is tussen de 2 en 5°C.